# Öfelekopf
 (avril 2024).
Si vous disposez d'ouvrages ou d'articles de référence ou si vous connaissez des sites web de qualité traitant du thème abordé ici, merci de compléter l'article en donnant les références utiles à sa vérifiabilité et en les liant à la section « Notes et références ».
L’Öfelekopf est une montagne d'une altitude de 2 478 m dans le massif du Wetterstein.

## Géographie

### Topographie
Le sommet occidental a la croix sommitale, mais le sommet oriental est 9 m plus haut que le sommet occidental.

## Histoire
La première ascension a lieu en 1871 par Hermann von Barth. Wastl Mariner fait la première ascension en 1935 du pilier sud-ouest avec Hans Frenademetz et Mathias Rebitsch.

## Ascension
Le sommet occidental nécessite une escalade au niveau de difficulté 2, le sommet est de 3.
- Pour le sommet occidental
  - Arête occidentale (depuis la Meilerhütte), II, 2 h
  - Depuis Leutascher (niveau 2), 2 h
  - Pour le sommet oriental, 45 minutes
- Arête sud (arête du Preuß, niveau 4), 3 h
- Bordure sud-ouest (niveau 4), 4 h, fragile
- Pilier sud-ouest (niveau 5b), 7 h-9 h
- Face sud-ouest (niveau 5a), 4 h 45
- Pilier sud-ouest (niveau 5b), 6 h